# Sósnitsia
Sósnitsia (en ucraniano: Сocниця, romanizado: Sósnytsia) es un pueblo ucraniano perteneciente al óblast de Chernígov. Situado en el norte del país, forma parte del raión de Koriúkivka y es centro del municipio (hromada) homónimo.

## Toponimia
El nombre del lugar en ruso es Sósnitsa (en ruso: Сосница).

## Geografía
Sósnitsia se ubica a orillas del río Úbid, 20 km al este de Mena.

## Historia
Se conoce la existencia del pueblo desde 1234 cuando, según el códice de Hipacio, fue una de las localidades conquistadas por Daniel de Galitzia a Miguel de Chernígov. La zona fue repoblada en 1370 durante el reinado del Gran Duque de Lituania Algirdas.
En 1635 pasó a ser la sede de una vólost, en el powiat de Nóvgorod-Síverski del voivodato de Chernígov. Tras la rebelión de Jmelnitski pasó a formar una sotnia del regimiento cosaco de Chernígov, aunque en algunos momentos perteneció al de Nizhyn y en otros llegó a tener su propio regimiento. Posteriormente, el Imperio ruso le dio el estatus de ciudad en 1797, al establecerse aquí la sede de un uyezd, que quedó incluido a partir de 1802 en la gobernación de Chernígov.
A lo largo del siglo XIX se desarrolló como un pequeño núcleo industrial que llegó a tener siete mil habitantes. Sin embargo, no se consideró que tuviera la suficiente importancia como para seguir siendo una ciudad y en 1924 se rebajó su estatus a asentamiento de tipo urbano. Desde ese año alberga una escuela superior de contabilidad. En 1932 pasó a formar parte del raión de Mena, pasando a tener su propio raión en 1935.
Durante la Segunda Guerra Mundial, el asentamiento estuvo bajo ocupación alemana de 1941 a 1943.
Hasta el 18 de julio de 2020, Sósnitsia fue centro del raión de Sósnitsia. El raión se abolió en julio de 2020 como parte de la reforma administrativa de Ucrania, que redujo el número de raiones del óblast de Chernígov a cinco. El área del raión se incluyó en el raión de Koriúkivka.En 2023, perdió el estatus de asentamiento de tipo urbano en la legislación ucraniana debido a la eliminación de este estatus administrativo.
Durante la invasión rusa de Ucrania, las fuerzas rusas avanzaron a través de Sósnitsia en la noche del 24 al 25 de febrero en dirección a Chernígov.

## Demografía
La evolución de la población de Sósnitsia entre 1897 y 2022 fue la siguiente:
| 7087                                                          | 7668 | 6948 | 4649 | 4245 | 7164 | 7876 | 8429 | 8127 | 7355 | 6983 | 6589 |
| (Fuente: Cities & Towns of Ukraine y UKRAINE: Größere Städte) |      |      |      |      |      |      |      |      |      |      |      |

Según el censo de 2001, la lengua materna de la mayoría de los habitantes, el 97,59%, es el ucraniano; del 2,21% es el ruso.

## Infraestructura

### Transporte
Por Sósnitsia pasa la carretera R12 que lleva a Póchep (Rusia).

## Personas ilustres
- Aleksandr Dovzhenko (1894-1956): guionista, productor y director de cine soviético ucraniano, considerado uno de los más importantes del cine soviético.

## Galería

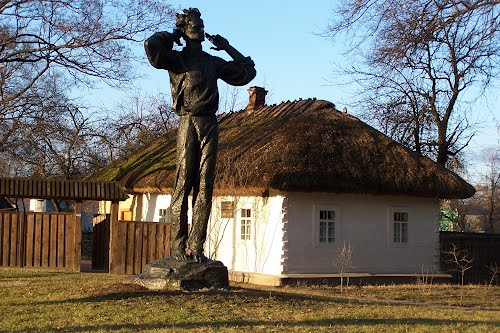
Memorial de Aleksandr Dovzhenko
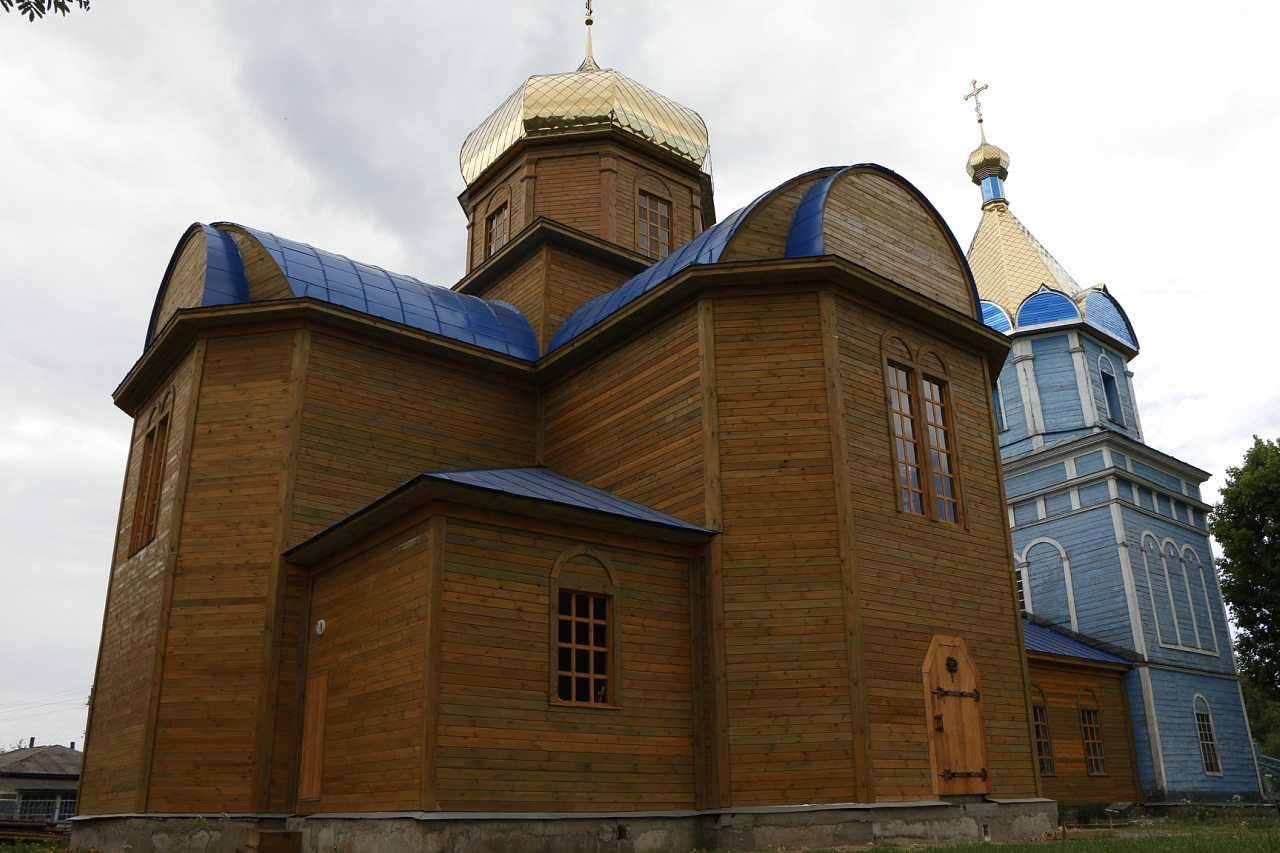
Iglesia local